# Lock, Stock and Two Smoking Barrels
Lock, Stock and Two Smoking Barrels er en britisk krimifilm fra 1998, der er skrevet og instrueret af Guy Ritchie. Film omhandler et røveri, der involverer en selvsikker ung spillehaj, der taber £500.000 til en magtfuld kriminal i et arrangeret spil brag, hvilket får ham til at få sine venner til at hjælpe ham med at røve en lille bande ved siden af, for at kunne betale sin gæld tilbage. Filmen har et ensemble cast med Jason Flemyng, Dexter Fletcher, Nick Moran, Jason Statham, Steven Mackintosh, Vinnie Jones og Sting.
Filmen gav Ritchie international anerkendelse, og introducerede Statham (en tidligere dykker) og Jones (en tidlige fodboldspiller) til det store publikum i deres filmdebuter. Det var også en kommerciel succes, og indspillede over $28 mio. mod et budget på $1,35 mio. I 2000 blev der lavet en spinoff tv-serie kaldet Lock, Stock... med syv episoder.

## Eksterne Henvisninger
- Rub & stub og to rygende geværer på Internet Movie Database (engelsk)
- Rub & stub og to rygende geværer på Filmdatabasen
- Rub & stub og to rygende geværer på Scope
- Rub & stub og to rygende geværer i Svensk Filmdatabas (svensk)
- Rub & stub og to rygende geværer i Svensk mediedatabas (svensk)
- Rub & stub og to rygende geværer på AlloCiné (fransk)
- Rub & stub og to rygende geværer på MovieMeter (nederlandsk)
- Rub & stub og to rygende geværer på AllMovie (engelsk)
- Rub & stub og to rygende geværer hos American Film Institute (engelsk)
- Rub & stub og to rygende geværers profil hos Encyclopædia Britannica Online (engelsk)